# Mama Shelter
Pour les articles homonymes, voir Mama et Shelter.
Mama Shelter est une chaine hôtelière française fondée par Serge Trigano, Cyril Aouizerate et d'autres investisseurs. Le premier hôtel ouvre à Paris fin 2008. L'expansion se fait tout d'abord en France avant de s'étendre à l'international. Quelque temps plus tard, le groupe Accor entre au capital de l'entreprise et devient en quelques années l'unique propriétaire.

## Historique
Après son départ du Club Med, Serge Trigano, ses deux fils et Philippe Starck réfléchissent à un concept de villages de vacances, en Californie, au Mexique, en Tunisie, pour finalement se tourner vers le Maroc,. Après plus de trois ans à visiter différents sites et envisager différents projets, dont le dernier dans la région de Marrakech, l'État marocain vient contrecarrer les plans de l'équipe. Serge Trigano a dépensé la totalité de ses indemnités de départ du Club Med et rentre dans une période difficile.
« Mais oublier la sacro-sainte plage et nous tourner vers l'univers de la ville ne sera pas une évidence immédiate » précise Serge Trigano. Pourtant au début des années 2000, les concepts du loisir et du voyage changent, les destinations urbaines et durées courtes deviennent plus répandues alors que le paysage hôtelier reste très standardisé, : « Il n'était pas question d'ouvrir des hôtels sans âme comme ceux que proposent les chaînes des grands groupes » précise Trigano. À plusieurs, il leur vient l'idée de lancer un nouveau type d'hôtels, mais ils rencontrent des difficultés à recueillir l'adhésion, obtenir du financement et trouver l'emplacement,. Finalement, Serge Trigano « s'entête » et fonde, avec Cyril Aouizerate, Philippe Starck et l'architecte Roland Castro,, la chaine hôtelière des Mama Shelter (« le refuge de maman »). Après avoir en vain sollicité plusieurs dizaines de banquiers, et même Accor ou Marriott International, l'équipe reçoit l'appui de Charles Milhaud du groupe Caisse d'épargne, pour le financement de 25 à 28 millions d'euros nécessaires,,.
Le premier exemplaire parisien ouvre en 2008 rue de Bagnolet, quartier alors peu propice à ce type d'établissement mais où l'immobilier reste abordable. Un long article dans Le Nouvel Obs dès l'ouverture engendre une large couverture médiatique positive. De plus, l'association de trois noms connus Trigano-Starck-Senderens a rendu cette ouverture « attractive pour les journalistes ». Malgré le marasme économique au moment de l’inauguration, dès la première année d'activité, bien que le restaurant peine à décoller au départ, l'affaire est profitable,, avec une rentabilité au mètre carré élevée. Le restaurant représente environ la moitié du chiffre d'affaires pour plusieurs centaines de couverts par jour,,. Le lieu s'adapte à sa région d'implantation, avec des plats d'inspiration locale. Les produits dérivés, comme la bière « Mama Shelter » ou autres, concourent aussi à une petite part « anecdotique » de ce chiffre d'affaires,. Ce premier test, réussi, permet alors de démontrer la pertinence du projet. Deux ans après la première ouverture, grâce à Cyril Aouizerate, un nouvel investisseur s'associe à l'entreprise, Michel Reybier, avec prêt d'un quart du capital.

### Concept

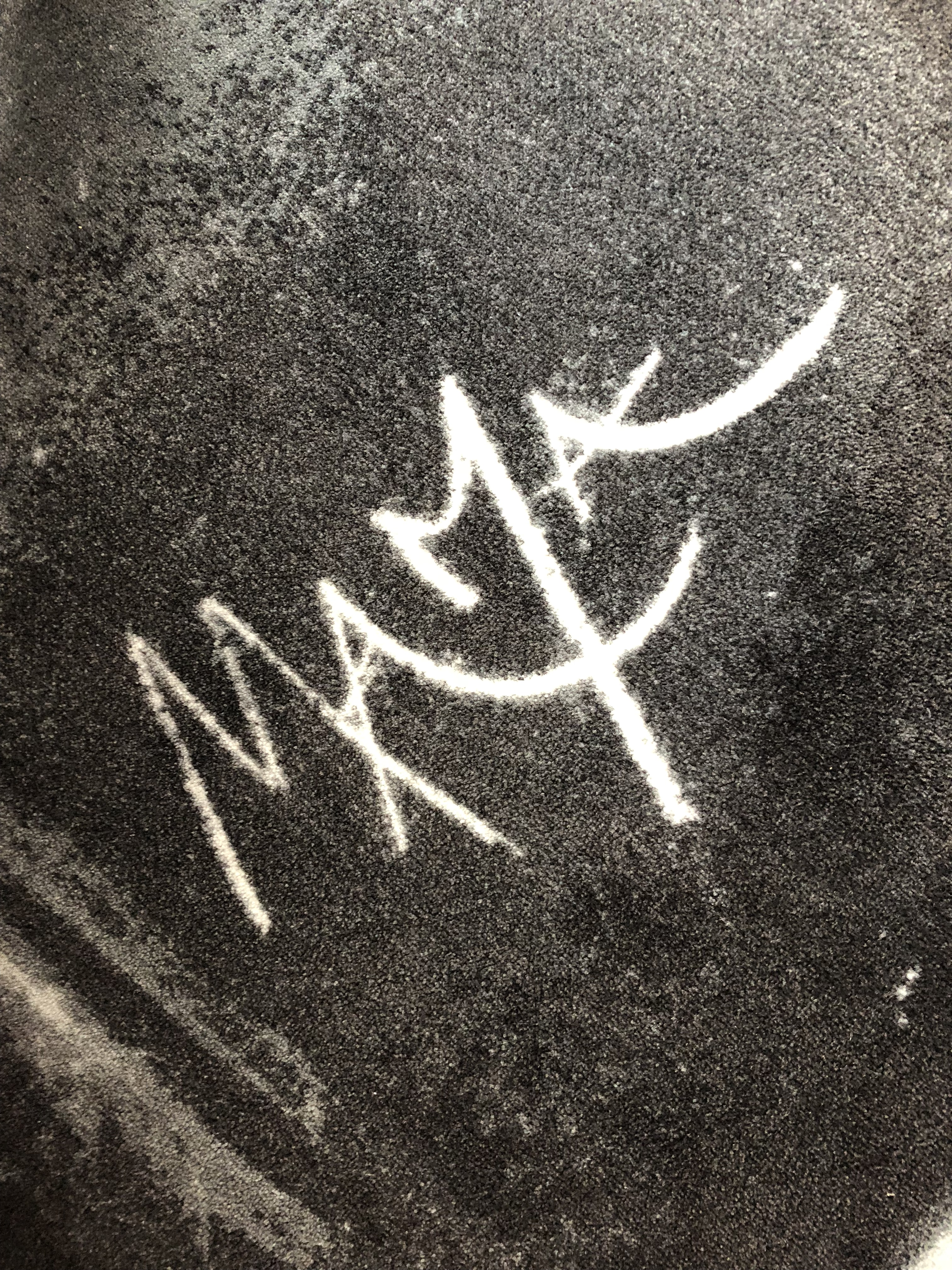
Détail de la moquette de l'hôtel Mama Shelter à Lyon.

Trigano et son équipe développent donc une idée basée sur une stratégie de rupture en anticipant un « marché qui n'existe pas encore » vers le tourisme urbain et en ne se mettant pas directement en concurrence avec les modèles existants. Le concept de ces endroits déroge aux règles habituelles de l'hôtellerie ne serait-ce que par le choix des emplacements atypiques souvent des quartiers populaires, ou l'utilisation détournée de certains objets parfois incongrus pour un hôtel,, le tout dans une ambiance relativement minimaliste mais avec de la « fantaisie » et de la « convivialité ». La réduction des coûts restent un leitmotiv, que ce soit pour le service ou la décoration. Le Figaro concède que « le Mama Shelter est un produit à part » avec son offre freemium. De plus, l'enseigne souhaite être autant un hôtel qu'un restaurant et bar, plus exactement « un restaurant avec des chambres au-dessus » comme le décrit Serge Trigano, le tout avec des prix raisonnables que ce soit pour certaines chambres ou pour le repas,, ; la carte est d'ailleurs supervisée dès la première ouverture par Alain Senderens et son bras droit Jérôme Blanctel jusque début 2015, puis Guy Savoy ; Jean-Axel Genoux dirige le restaurant de Marseille. Alain Sanderens « croyait à notre histoire. Ça l'amusait beaucoup de passer de son menu habituel à 300 € par tête à 22 € » se rappelle Serge Trigano. Le modèle déroge donc de l'habituel : « ce n’est ni seulement un hôtel, ni simplement un restaurant. Ce n’est ni entièrement un village de vacances, ni totalement un business center. »
Le baby foot, les bouées gonflables au bar, l'iMac dans la chambre, les murs en béton brut, lampes de chantier recouvertes de masques ou les graffitis font partie de façon récurrente du décor, tout comme la présence de DJ certains soirs de la semaine au restaurant,,. La terrasse sur le toit devient également un élément clef des établissements. De par le souhait de mettre des douches et non des baignoires, les lieux sont classés deux étoiles mais obtiennent nombres d'avis positifs sur les sites internet de notation,. Chaque chambre reste équipée d'une mini cuisine afin de bénéficier du statut de résidence hôtelière fiscalement avantageux. Les investissements des parties communes, lieu de vie de l'établissement, prennent le dessus sur ceux des chambres.
Le marketing viral à l'aide des réseaux sociaux reste le principal vecteur de publicité pour l'enseigne, ainsi que le bouche-à-oreille. Devant le succès commercial de cette chaîne hôtelière, les concurrents « me too » réagissent avec la création ou la rénovation de lieux, inspirés des mêmes tendances,,, partout dans le monde, dont Paris. Pourtant, « il ne suffit pas d'installer du mobilier design et des baby-foot pour devenir un Mama » scande Serge Trigano. La carrière professionnelle de ce dernier au Club Med influe d'ailleurs clairement sur le concept, une version « citadine » du Club : « un mélange d'héritage et de vision stratégique », « nous avons repris le même esprit, les mêmes valeurs », mais précisant « ne pas avoir fait la même chose »,.

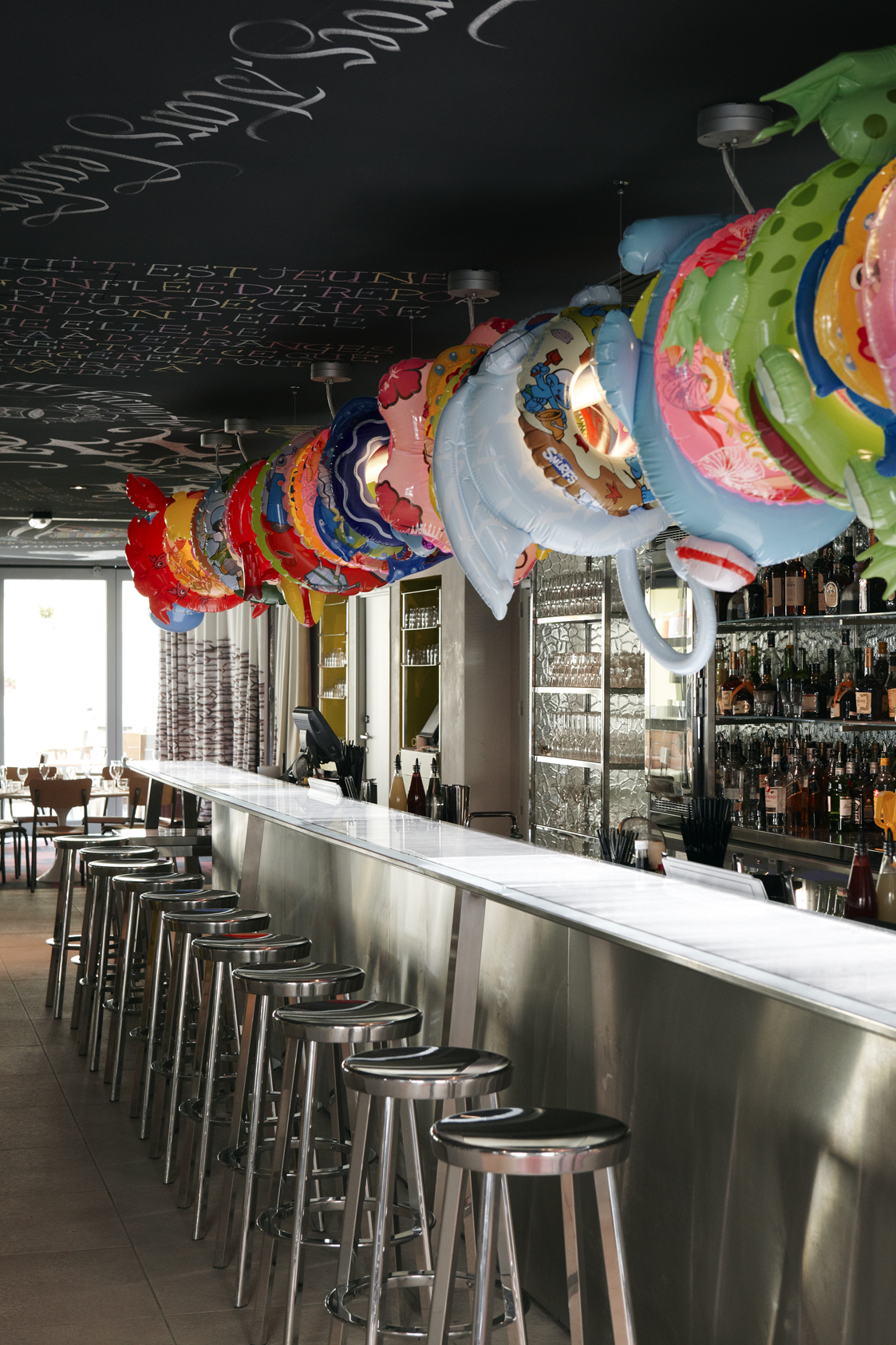
Bar du Mama Shelter, Marseille, 2012.

### Implantations
Mama Shelter est une chaîne d'hôtels situés, pour le premier établissement ouvert, à Paris avec 172 chambres, Marseille avec l'hôtel du groupe aux résultats les plus décevants au départ,, Istanbul en 2011 exploité en franchise, mais fermé au bout de trois ans par manque d'investissements du propriétaire, Lyon dans le 7e arrondissement, Bordeaux à la suite d'un appel d'offres municipal, et un autre à Los Angeles décoré selon les principes de la chaîne par le successeur de Starck, Thierry Gaugain et le bureau interne de l'enseigne, avec l'appui de Benjamin Trigano, le fils. L'entreprise ouvre à Toulouse dans le centre historique un établissement avec une salle de projection, rappelant que le bâtiment classé était un cinéma,. Au total, Mama Shelter compte alors plus d'un millier de chambres. La marque inaugure son établissement le plus moderne à Lille en août 2019 et d'autres à l'étranger dans les années suivantes. Que ce soit en France ou à l'étranger, l'entreprise n'est pas propriétaire des murs, mais en reste le gestionnaire. En 2019, la chaîne d'hôtels annonce ouvrir son troisième établissement francilienne à Puteaux dans les Hauts-de-Seine avec 211 chambres, finalement inauguré début 2022. D'autres projets restent envisagés, à Luxembourg, Bucarest ou Bahreïn, reportés à cause de la crise du Covid. À fin 2020, Mama Shelter compte douze établissements dans le monde puis quatorze lieux un an après. Différentes options d'ouvertures restent d'actualité vers 2023 à São Paulo, Singapour, Medellin, ainsi qu'en France, où l'enseigne comptera une dizaine de lieux.

### Accor
Le nom Mama Shelter se voit intégré, sur l'impulsion de Sébastien Bazin, au sein du nouveau département « Lifestyle » d'AccorHotels ; le groupe hôtelier prend une participation de plus d'un tiers du capital en 2014. « Accor a compris qu'il leur manquait une marque un peu sexy, au style design, fun mais abordable », souligne Serge Trigano, le concept restant difficile à copier une fois implanté. L'enseigne française conserve son autonomie, « Accor ne s'immiscera pas dans la gestion du mama ». Le groupe hôtelier accède ainsi à un segment de marché dynamique qu'il ne possède pas jusqu'alors dans son portefeuille d'enseignes. L'échange est double entre Accor, qui trouve là un savoir-faire qu'il ne maitrise pas, et la petite marque d'hôtels, cinq établissements alors, qui peut bénéficier d'« une force de frappe commerciale » et de possibilités d'expansions,. « Le Mama, on ne sait pas faire. Nous nous sommes associés pour apprendre, car les Trigano sont les seuls à savoir mélanger toutes sortes de clientèles » affirme à ce moment Sébastien Bazin.
Devant le succès de cette enseigne et grâce au nouvel actionnaire puissant qui apporte plusieurs projets, le nombre d'ouverture prévues affirme son caractère exponentiel, y compris à l'international : des hôtels sont alors envisagés à Belgrade, Prague, Rio, Bangkok ou Paris pour un second lieu,,,,, que ce soit de nouveaux établissements ou la transformation d'hôtels appartenant à Accor,. Alors que « personne n'y croyait et aucune banque n'a voulu le financer » à l'époque de sa création, « je passe mon temps à dire non aux propositions » affirme Serge Trigano quelques années plus tard. En parallèle, cette prise de participation du groupe hôtelier permet à la société de Serge Trigano de se désendetter nettement. Pourtant, le risque plane sur Mama Shelter qu'Accor prenne la totalité du capital d'après l'option de vente présente dans le contrat initial. C'est chose faite en quelques années, après différentes augmentation de la participation d'Accor, le groupe devient l'unique propriétaire fin 2021, les Trigano conservant « le volet opérationnel ». À la fin de l'année suivante, les Trigano se retirent et souhaitent développer un nouveau projet avec, une fois de plus, Philippe Starck.

### Mama Works
L'enseigne, épaulée par Pierre Mattei, démultiplie son concept en créant une filiale pour le coworking, la location d'espaces de travail. Celle-ci apparait comme une suite logique aux hôtels et vient en concurrence avec la marque de coworking Wojo du groupe Accor. La marque est déclinée pour les entreprises durant l'année 2017 avec le développement d'espaces adaptés, les « Mama Works », dont le premier est implanté à Lyon proche de la gare, Bordeaux, puis Lille deux ans plus tard sur une surface de 1 600 m2 au sein d'EuraTechnologies. D'autres projets sont prévus dans certaines villes de France et à l'étranger,. Le taux de remplissage des deux premiers exemplaires frôle les 100 %. La vente de fournitures de bureau, le prêt de vélos, la salle de sport, une crèche, un studio de répétition insonorisé avec instruments de musique ou une scène de spectacles sont proposés en plus des différentes prestations liées habituellement au cotravail ,,. Un projet de salles de sports autonome est par ailleurs envisagé ainsi que l'idée de convertir les salles de réunion en hébergements.